# Doftbalsamin
Doftbalsamin (Impatiens tinctoria) är en växtart i familjen balsaminväxter från östra och centrala Afrika.